# Powiat Hajdúböszörmény
Powiat Hajdúböszörmény (węg. Hajdúböszörményi járás) – jeden z dziewięciu powiatów komitatu Hajdú-Bihar na Węgrzech. Siedzibą władz jest miasto Hajdúböszörmény.

## Miejscowości powiatu Hajdúböszörmény
- Hajdúböszörmény
- Hajdúdorog
- Hajdúnánás